# Сатим Улуг-заде
Сати́м Улуг-заде́ (також Сотим Улуг(-)зода; тадж. Сотим Улуғзода, перс. ساتم الوغ‌زاده; *1 вересня 1911, кишлак Варзик, тепер Наманганської області, Узбекистан — 25 червня 1997) — таджицький радянський письменник і драматург, класик сучасної таджицької літератури; критик і літературознавець, член-кореспондент Академії наук Республіки Таджикистан (від 1951 року), заслужений діяч мистецтв Таджикистану (від 1971 року). 

## Біографія
Сатим Улугзода народився в родині бідного дехканина (селянина); навчався в Чустській школі-інтернаті, згодом у щойно відкритому в Ташкенті Таджицькому інституті просвіти (закінчив у 1929 році), у якому також викладав деякий час. 
У 1930 році С. Улугзода переїхав до Душанбе, де працював у редакціях таджицьких газет «Комсомоли Точи-кистон» і «Точикистони сурх» та часопису «Барои адабиети социалиста» (заступником відповідального редактора), згодом відповідальним секретарем Правління Спілки письменників Таджикистану.
1940 року був направлений до Москви в аспірантуру при Інституті світової літератури ім. Горького Академії наук СРСР.
Учасник німецько-радянської війни.
Від 1951 року Сатим Улуг-заде — член-кореспондент Академії наук Республіки Таджикистан.
Від 1971 року — заслужений діяч мистецтв Таджикистану.
Нагороджений двома орденами Трудового Червоного Прапора, орденом «Знак Пошани», іншими медалями та відзнаками.
Помер Сатим Улуг-заде в 1997 році.

## Творчість
Друкуватися Сатим Улуг-заде почав у 1930 році.
П'єси Сатима Улуг-зоди:
- «Шодмон» (1939);
- «Червонопаличники» (1940);
- «У вогні» (1944);
- «Темурмалік» (1968);
- «Вчений Адхам» (1976);
- «Великий зцілитель» (1980, у співавторстві з С. Витковичем).

За історичною драмою С. Улугзоди «Рудакі» (1958) було поставлено кінофільм «Доля поета» (1959).
Улугзода — автор автобіографічної повісті «Ранок нашого життя» (1953), роману «Оновлена земля» (1953), історичного роману «Восе» (1967), історичної повісті «Согдійська легенда» (1977).
Відомий і як публіцист і літературознавець — вийшли друком дослідження про Рудакі, Фірдоусі, Дакікі, Сааді, Насира Хусрова, Авіценну, Ахмада Доніша тощо.
С. Улуг-заде займався також перекладацькою діяльністю, зокрема з російської творів літературних класиків.  
У 1962 році був опублікований український переклад роману Сатима Улуг-зоди «Оновлена земля».

## Родина
Ще під час навчання познайомився з майбутньою дружиною Клавдією Благовещенською, фольклористкою і перекладачкою, з якою одружився і мав двоє синів. 

## Виноски
1. ↑  Сатим Улуг-зода на www.pisateli.freenet.tj (Письменники Таджикистану) [Архівовано 29 січня 2010 у Wayback Machine.] // "Писатели Таджикистана", Душанбе: «Ирфон», 1986 (рос.)
2. ↑  Улуг-зода на www.soyuzkniga.ru[недоступне посилання з липня 2019]